# Pierre Gassendi
Pierre Gassendi (22. ledna 1592 v Champtercier, Francie — 24. října 1655, Paříž, Francie) byl francouzský filozof, kněz, vědec, astronom a matematik.

## Život
Pocházel z nezámožné rolnické rodiny. Studoval nejprve v Digne. V roce 1607 se odebral do Aix, kde studoval teologii a filosofii. O deset let později přijal kněžské svěcení a na univerzitě v Aix mu byla udělena katedra filosofie. Po příchodu jesuitů do města (1622) se této funkce ovšem vzdal. Větší část života strávil v jihovýchodní Francii a v Paříži, kde vedl skupinu svobodomyslných intelektuálů. Roku 1629 podnikl cestu do Nizozemska. Od roku 1645 učil matematiku na Collège de France. Roku 1648 se uchýlil do jižní Francie. V roce 1653 se navrátil do Paříže, kde o dva roky později zemřel.
Stal se přívržencem heliocentristického vidění světa. Udržoval kontakt s řadou významných osobností své doby, mezi něž patřil Galileo Galilei, Johannes Kepler, Thomas Hobbes, François de La Mothe Le Vayer, René Descartes nebo Blaise Pascal. Držel nad ním ochrannou ruku francouzský šlechtic Louis Condé, kardinál Richelieu i švédská královna Kristina švédská.
Jako první v návaznosti na Keplerovo bádání publikoval výsledky svého pozorování o přechodu Merkuru přes Slunce v roce 1631. Na jeho počest je na povrchu Měsíce pojmenován kráter Gassendi a ve městě Digne byla v roce 1852 vztyčena bronzová socha.

## Dílo
Gassendi publikoval řadu děl o Epikúrovi a epikureismu. Byl odpůrcem filozofických názorů R. Descarta, jehož racionalistické názory, vyložené v „Metafysických úvahách“, kritizoval Gassendi se stanoviska sensualismu a empirismu.
Napsal též množství filosofických prací, v nichž se zabýval vztahem mezi skepticismem a metafyzikou. Usiloval o nalezení teorie, která by se dokázala vyhnout skeptické kritice a poskytla základ pro novodobé vědecké poznání.
- Exercitationes paradoxicae adversus Aristoteleos (1624)
- Epistolica Exercitatio, in qua precipua principia philosophiae Roberti Fluddi deteguntur (1631)
- Disquisitiones Anticartesianae (1643)
- Disquisitio metaphysica (1644)
- De vita, moribus et placitis Epicuri (1647)
- Syntagma philosophiae Epicurii (1649)
- Tychonis Brahei, equitis Dani, Astronomorum Coryphaei, vita. Accessit Nicolai Copernici, Georgii Peurbachii, & Joannis Regiomontani, Astronomorum celebrium, vita (1655)
- Syntagma philosophicum (1658)